# Лопатица (Прилеп)
Лопатица (мкд. Лопатица) је насеље у Северној Македонији, у јужном делу државе. Лопатица припада општини Прилеп.

## Географија
Насеље Лопатица је смештено у јужном делу Северне Македоније. Од најближег већег града, Прилепа, насеље је удаљено 30 km јужно.
Лопатица се налази у средишњем делу Пелагоније, највеће висоравни Северне Македоније. Село је смештено у источном делу поља. Источно од њега издиже се Селечка планина. Надморска висина насеља је приближно 780 метара.
Клима у насељу је планинска због знатне надморске висине.

## Становништво
По попису становништва из 2002. године Лопатица је имала 41 становника.
Претежно становништво у насељу су етнички Македонци (100%).
Већинска вероисповест у насељу је православље.